# Brielle (gemeente)
Brielle (uitspraakⓘ) is een voormalige gemeente in de Nederlandse provincie Zuid-Holland.
De gemeente lag op het eiland Voorne. Zij maakte deel uit van de metropoolregio Rotterdam Den Haag.
Op 31 januari 2022 telde de gemeente 17.750 inwoners. Zij had een oppervlakte van 31,14 km² (waarvan 3,59 km² water).
De belangrijkste plaats in de gemeente was Brielle. Voorts behoorden tot de gemeente de dorpen Vierpolders en Zwartewaal. 
Per 1 januari 2023 is de gemeente Brielle met Hellevoetsluis en Westvoorne opgegaan in de gemeente Voorne aan Zee. 

## Geschiedenis
De gemeente Brielle werd ingesteld tijdens het Eerste Franse Keizerrijk op 1 januari 1812, als gevolg van de invoering in 1811 van de Franse Gemeentewet. Bij de instelling op 21 november 1813 van het Soeverein vorstendom der Verenigde Nederlanden werd de bestaande gemeentelijke indeling overgenomen.
Op 1 januari 1980 werden de gemeenten Vierpolders en Zwartewaal toegevoegd aan Brielle.
De gemeenten Brielle, Hellevoetsluis en Westvoorne zijn op 1 januari 2023 samengegaan in de nieuw ingestelde gemeente Voorne aan Zee.

## Bestuur
| Partij           | 1990 | 1994 | 1998 | 2002 | 2006 | 2010 | 2014 | 2018 |
| ---------------- | ---- | ---- | ---- | ---- | ---- | ---- | ---- | ---- |
| Inwonersbelangen | -    | -    | -    | -    | -    | -    | -    | 6    |
| VVD              | 5    | 6    | 6    | 6    | 5    | 5    | 4    | 4    |
| CDA              | 4    | 3    | 3    | 3    | 3    | 3    | 4    | 3    |
| PvdA             | 5    | 3    | 6    | 5    | 4    | 2    | 1    | 2    |
| D66              | 3    | 5    | 2    | 1    | 1    | 2    | 3    | 2    |
| SP               | -    | -    | -    | -    | 3    | 4    | 5    | -    |
| OLP              | -    | -    | -    | -    | 1    | 1    | -    | -    |
| Totaal           | 17   | 17   | 17   | 17   | 17   | 17   | 17   | 17   |

De reguliere gemeenteraadsverkiezingen van 2022 zijn in Brielle niet gehouden in verband met de gemeentelijke herindeling van de gemeente per 1 januari 2023.

### Stadhuis en oude stadsgevangenis
Het Brielse stadhuis is een opvallend gebouw op de markt, waarvan de gevel in 1790 is ontworpen door de architect Johan van Westenhout. In het oude stadhuis, de voormalige stadsgevangenis en de vroegere Waag is het Historisch Museum Den Briel gevestigd, dat het verhaal vertelt van de Tachtigjarige Oorlog en de Inname van Den Briel.

## Kunst en cultuur
In de gemeente Brielle zijn diverse beelden, sculpturen en objecten geplaatst in de openbare ruimte, zie: 
- Lijst van rijksmonumenten in Brielle (gemeente)
- Lijst van gemeentelijke monumenten in Brielle
- Lijst van beelden in Brielle
- Lijst van oorlogsmonumenten in Brielle

## Geboren
- Philips van Almonde (1644-1711), vlootvoogd
- Jaap Amesz (1982), mediapersoonlijkheid
- Johan Been (1859-1930), onderwijzer, schrijver van onder meer Paddeltje en archivaris
- Teus van den Berg-Been (1926-2021), beeldhouwer
- Willem Bloys van Treslong (1529-1594), edelman, watergeus, admiraal en baljuw
- Magdalena Briels (1617-1685), stichtster van "De Stichting Pieusfonds de Jonge van Ellemeet-Briels"
- W.Ph. Coolhaas (1899-1981), bestuursambtenaar Nederlands-Indië, hoogleraar
- Detmer Deddens (1923-2009), predikant, theoloog en kerkhistoricus
- Anneke Esaiasdochter (1509-1539), veroordeeld ketter
- Han van Eijk (1962), zanger
- Natasja Froger (1965), tv-presentatrice (echtgenote van zanger René Froger)
- Gerard Hermans (1910-1945), burgemeester
- Benjamin Christiaan de Jong (1839-1905), ondernemer en zeevaarder
- Cornelis de Jonge van Ellemeet (1646-1721), ontvanger-generaal van de Republiek der Verenigde Nederlanden, pensionaris van Rotterdam en Den Briel
- Susanna van Oostdijk (1597-1661), echtgenote van de remonstrantse predikant Arnoldus Geesteranus
- Rob Romein (1949-2000), ondernemer
- Hendrick Joosten Speuy (1575-1625), organist en componist
- Toon Tellegen (1941), (kinderboeken)schrijver
- Maarten Harpertszoon Tromp (1598-1653), admiraal
- Jan Wegereef (1962), scheidsrechter betaald voetbal
- Witte de With (1599-1658), vlootvoogd

## Overleden
- Magdalena Briels (1617-1685), stichtster van "De Stichting Pieusfonds de Jonge van Ellemeet-Briels"
- Joop Huurman (1916-1976), politicus
- Willem Ernst Lüdeking (1802-1882), genees-, heel- en vroedmeester
- Martinus Leonardus Middelhoek (1898-1986), kunstschilder
- Co Stelma (1907-1987), gymnaste

## Partnersteden
Brielle is een partnerstad van:
- Havlíčkův Brod (Vysočina, Tsjechië), sinds 1985[4]
- Queenborough (Kent, Verenigd Koninkrijk), sinds 1967

## Kaarten
Kaarten van gemeenten Brielle.

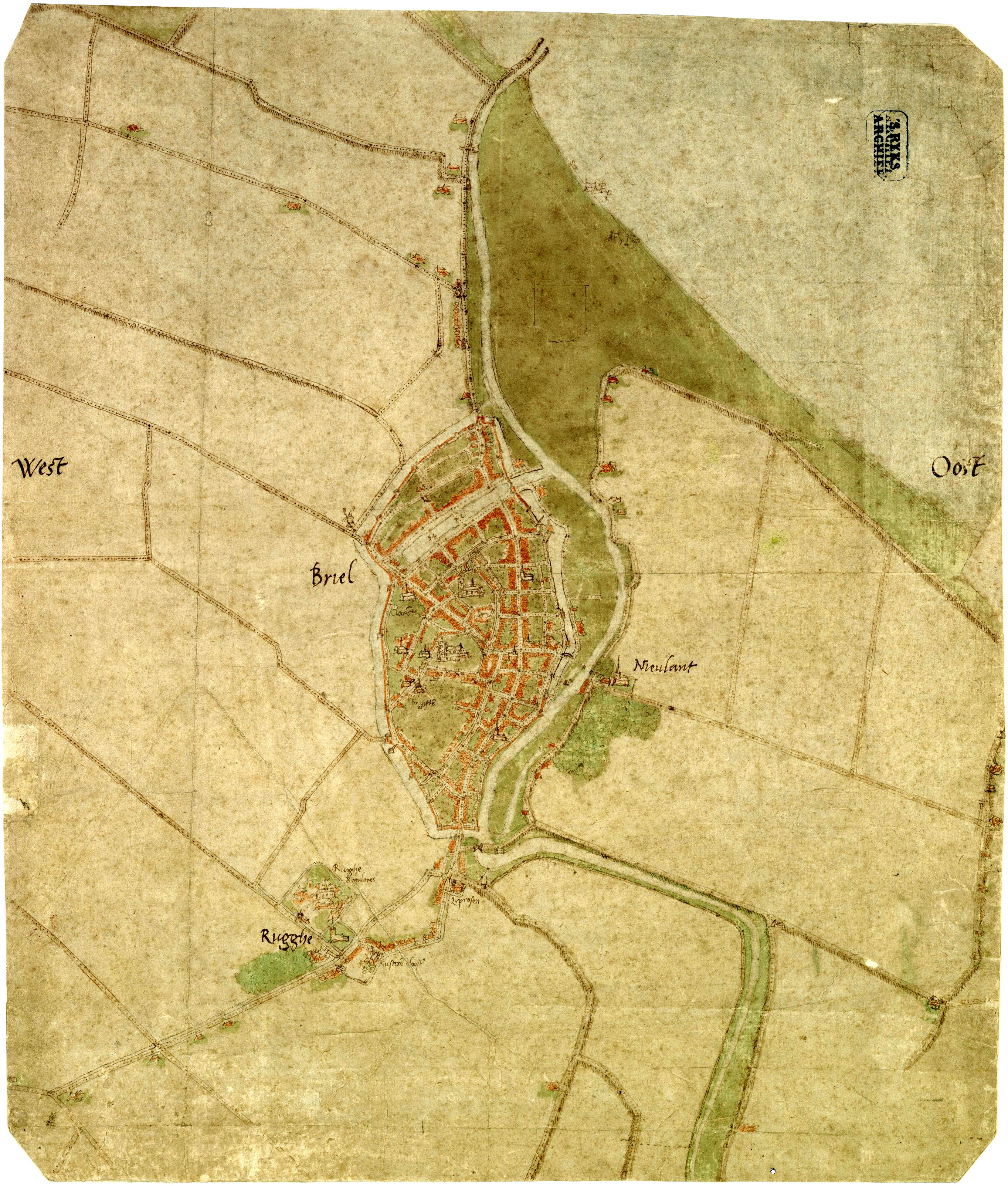
Brielle, Jacob van Deventer (1559)
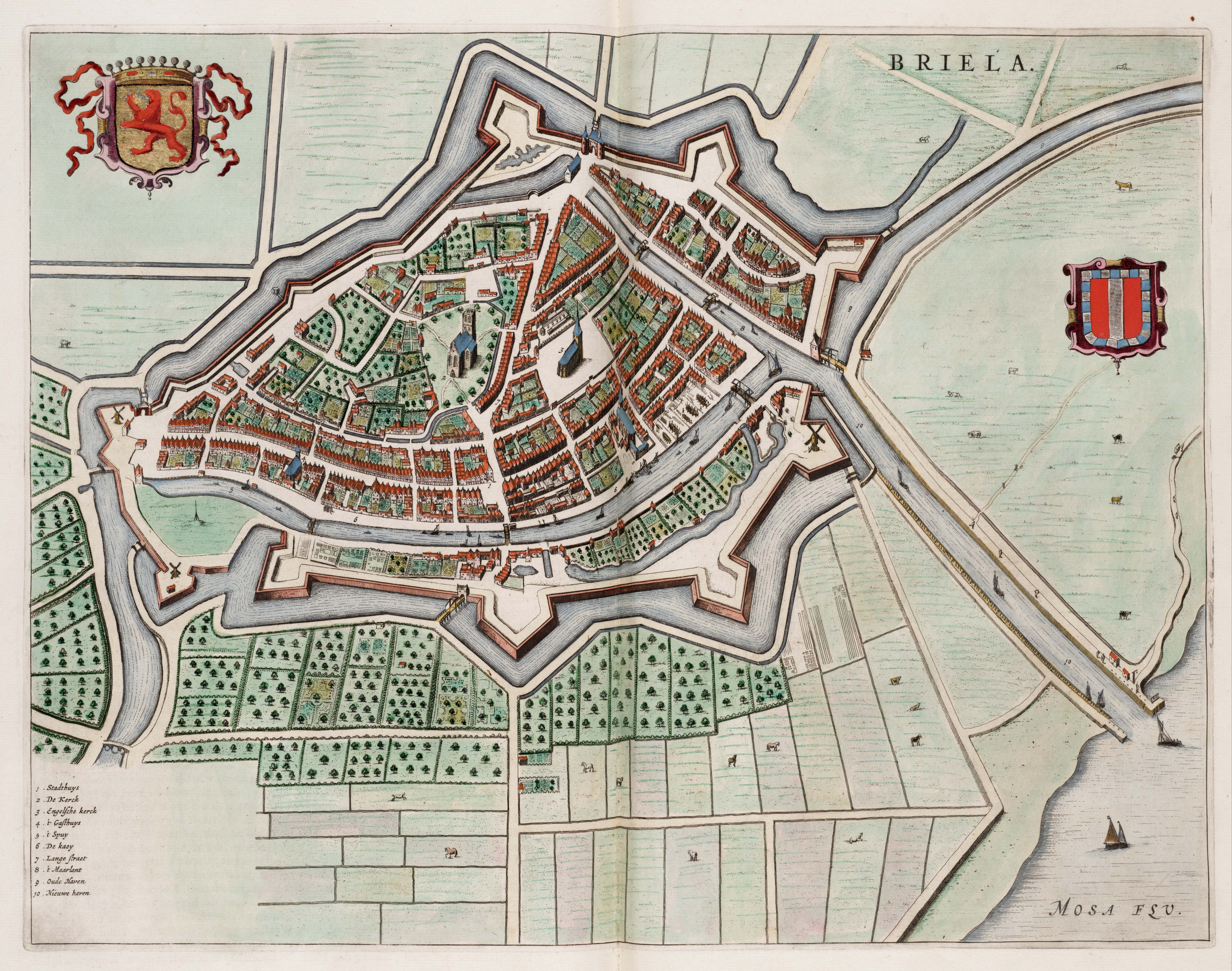
Brielle, Blaeu (1649)
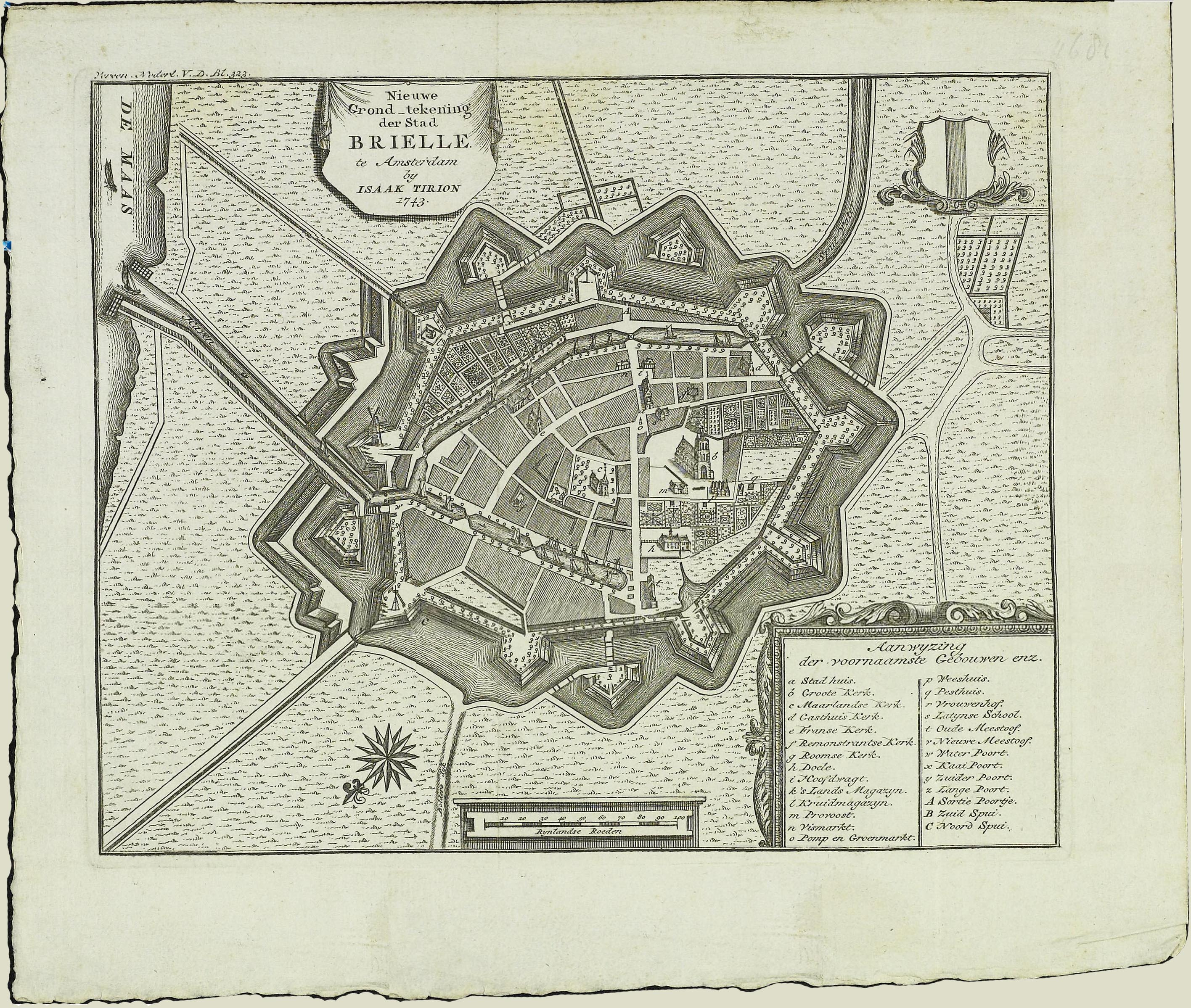
Brielle, Tirion (1743)
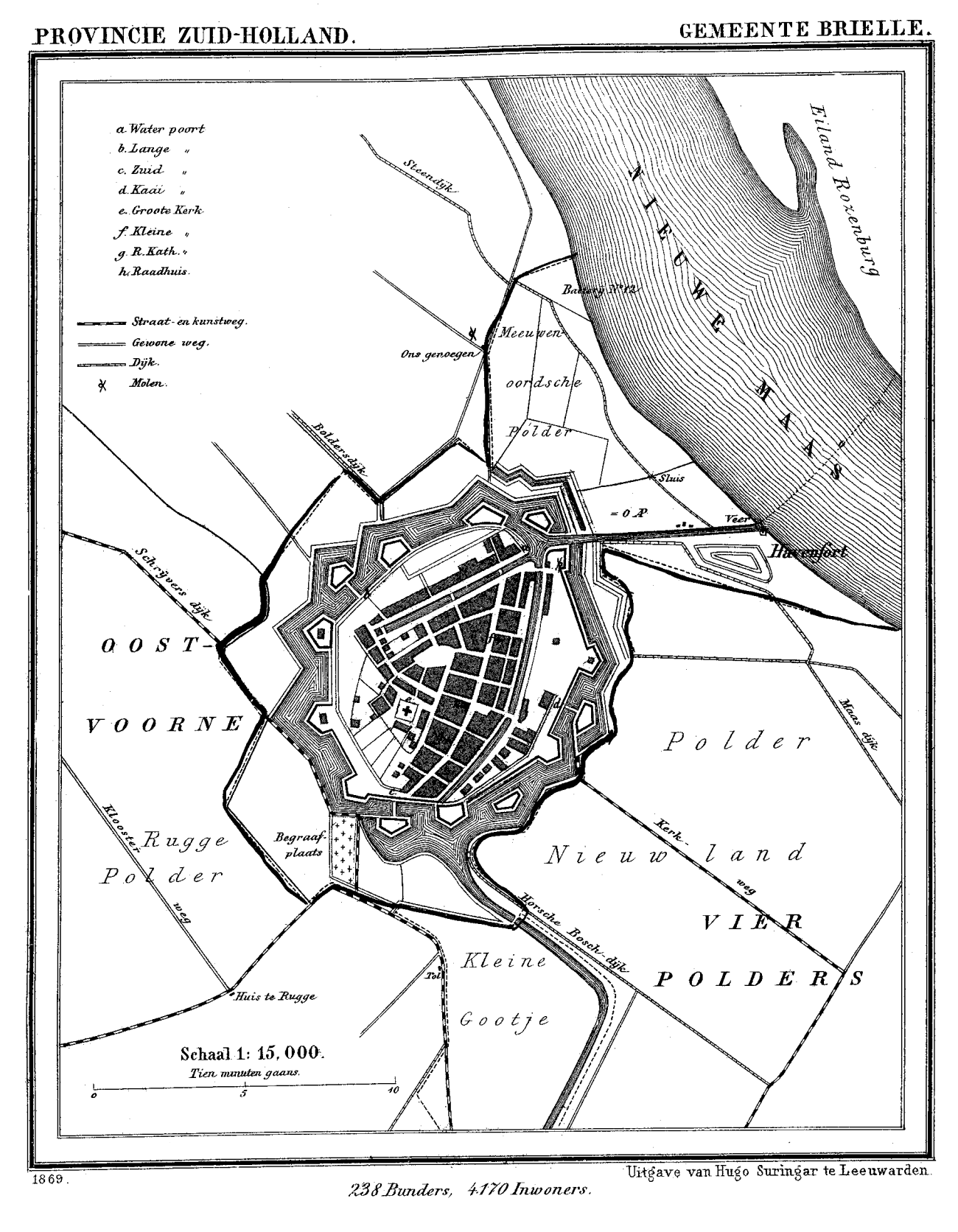
Brielle, J.Kuyper (1869), 4170 inwoners.
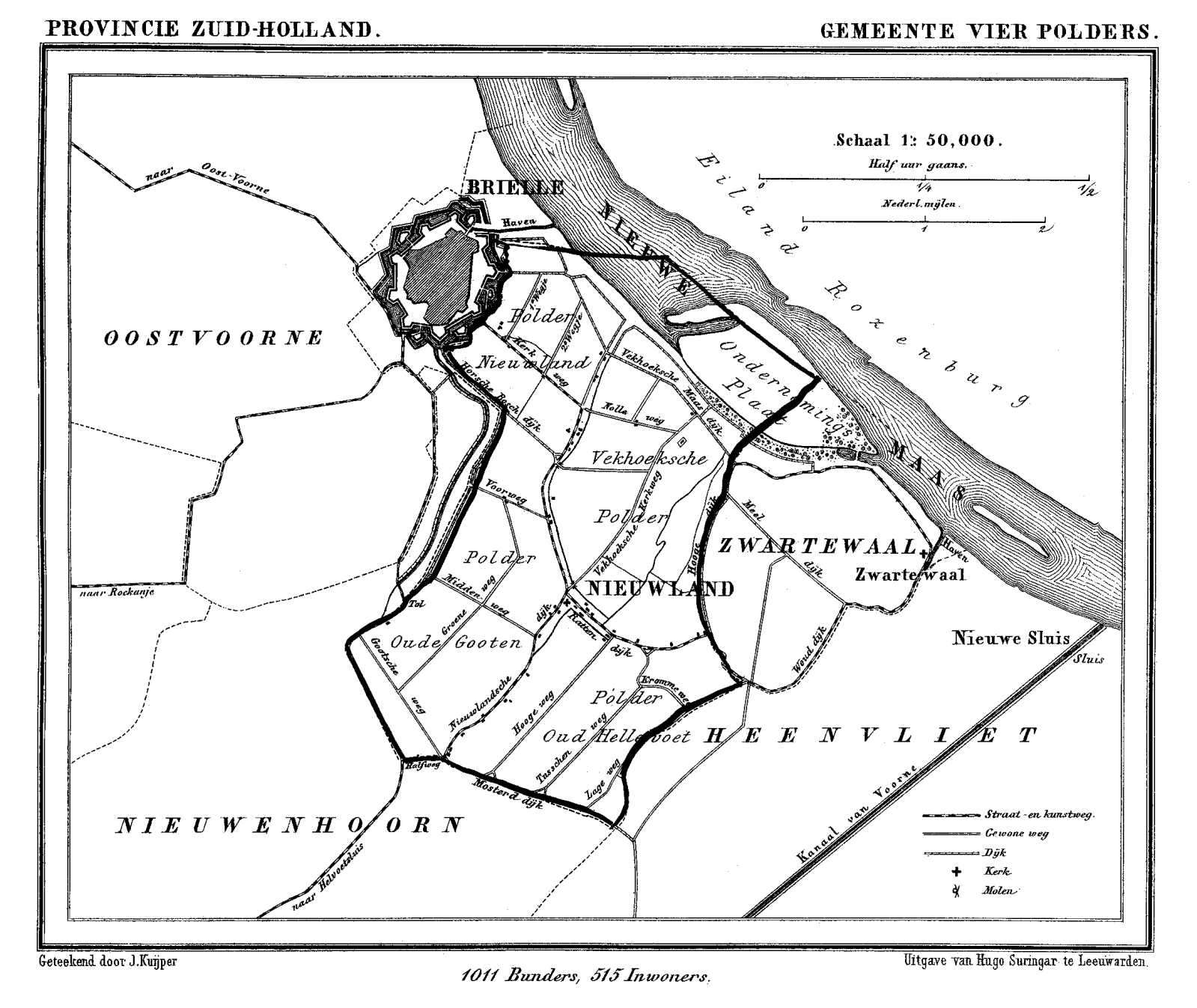
Vierpolders, J. Kuyper (1867), 515 inwoners.
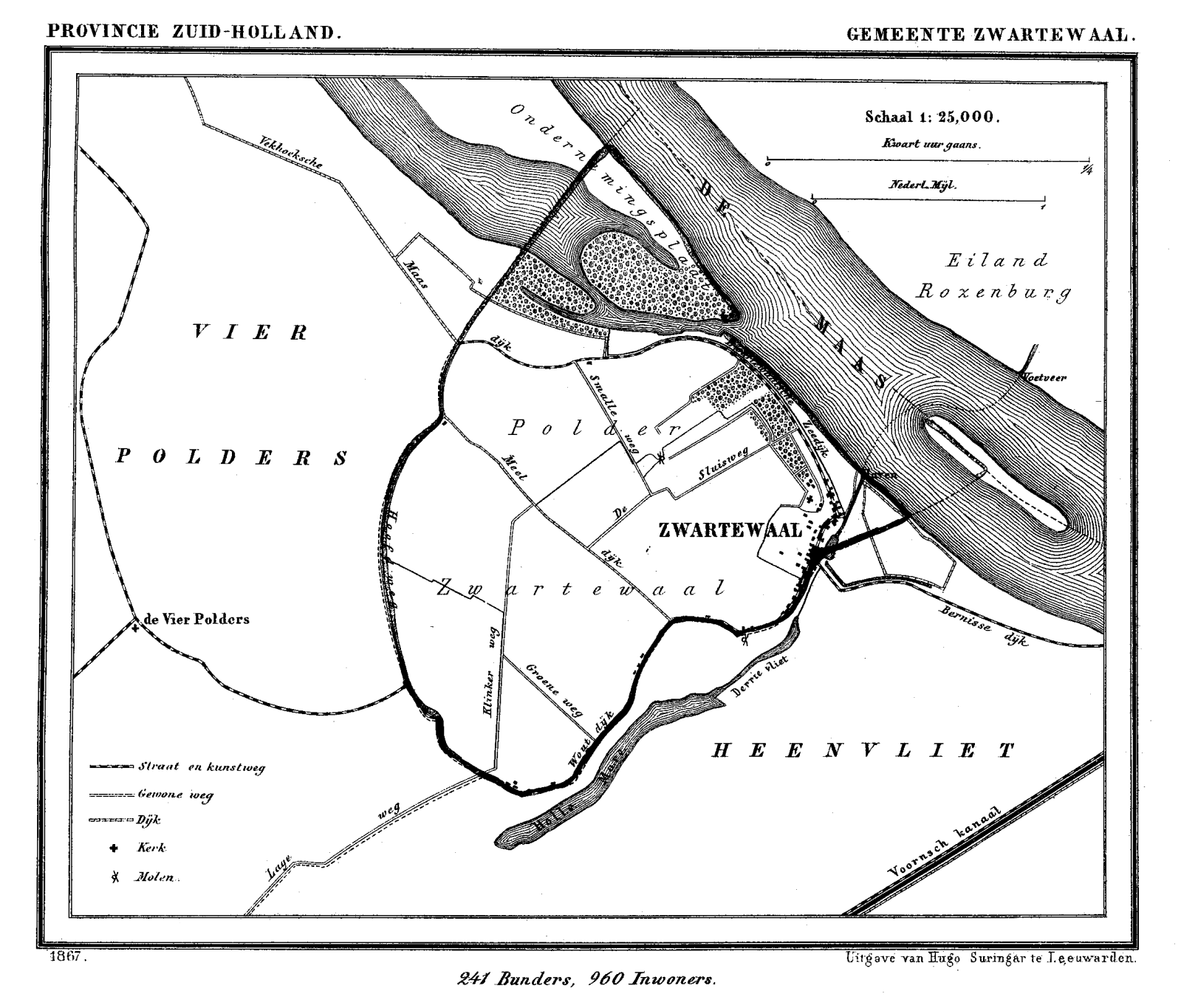
Zwartewaal, J. Kuyper (1867), 960 inwoners.
Gemeente Brielle na de herindeling in 1980.